# Chiesa di San Cristoforo (Villasalto)
La chiesa di San Cristoforo è una chiesa campestre situata in territorio di Villasalto, centro abitato della Sardegna sud-orientale. Consacrata al culto cattolico, fa parte della parrocchia di San Michele, arcidiocesi di Cagliari.